# Stefanos Lazaridis
Stefanos Lazaridis (Dire Dawa, Etiopía, 28 de julio de 1942 - Londres, Reino Unido, 8 de mayo de 2010) fue un escenógrafo de destacada relevancia en puestas en escenas de ópera.
Nacido en Etiopía e hijo de un expatriado comerciante textil griego se educó en Adís Abeba, Ginebra y Londres, donde llegó en 1962. Estudió en la Central School of Speech and Drama y como aprendiz de su mentor Nicholas Georgidis en el Royal Ballet hasta 1968.
Prosiguió trabajando en el Coliseum y Covent Garden para John Copley y luego David Pountney, realizando las escenografías de Werther, Carmen, Don Giovanni, El rapto en el serrallo principalmente en el teatro Sadler's Wells. Su debut en la Opera Real fue con Las bodas de Fígaro de 1971 donde debutó también la soprano Kiri Te Kanawa.
Fue asiduo colaborador de directores como Nicholas Hytner, Graham Vick, Götz Friedrich, Yuri Lyubimov, Jonathan Miller, Patrick Garland, John Cox, Colin Graham, Tim Albery, Phyllida Lloyd y Keith Warner con quien produjo El anillo del nibelungo en Londres 2006.
Sus más notables éxitos fueron Tristán e Isolda en Boloña en 1983, Rigoletto en Florencia, El Mikado y Tosca con Jonathan Miller, Lohengrin en el Festival de Bayreuth de 1999, Wozzeck en Covent Garden (2002), L'incoronazione di Poppea, Katia Kabanová (Múnich, 1999) y espectaculares producciones en el escenario flotante del festival de Bregenz: Nabucco,  El holandés errante y Fidelio.
Ganó el Premio Olivier en 1987 por Hansel y Gretel y Lady Macbeth de Mtsensk, y en 2002 por Wozzeck.
Fue brevemente director de la Opera Nacional de Grecia (2006-2007).
Murió de cáncer. Lo sobrevive Tim Williams, su compañero de 47 años